# Домінгуш Сімоеш Перейра
Домінгуш Сімоеш Перейра (нар. 1964) — політичний діяч Гвінеї-Бісау, глава уряду країни 3 липня 2014 — 20 серпня 2015.

## Життєпис
Народився у містечку Фарім. Здобув освіту у галузі цивільної інженерії та політології.
З 2008 до 2012 року обіймав посаду виконавчого секретаря Співдружності португаломовних країн.
9 лютого 2014 був обраний головою партії ПАІГК.